# Boussy-Saint-Antoine
Boussy-Saint-Antoine è un comune francese di 6 374 abitanti situato nel dipartimento dell'Essonne nella regione dell'Île-de-France.

## Società

### Evoluzione demografica
Abitanti censiti